# Ulica Księcia Józefa w Krakowie
Ulica Księcia Józefa w Krakowie – główna krakowska trasa wylotowa w kierunku zachodnim, stanowiąca fragment drogi wojewódzkiej nr 780, położona w całości na terenie dzielnicy VII Zwierzyniec.

## Historia
Ulica istniała już w średniowieczu jako główna droga dawnej wsi Zwierzyniec (włączonej do Krakowa 13 listopada 1909 roku), prowadząca w kierunku Tyńca i Skawiny. W drugiej połowie XIX wieku miała duże znaczenie strategiczne, gdyż stanowiła dojazd do dawnych fortów Twierdzy Kraków, znajdujących się na wysokości dzisiejszej ulicy Jacka Malczewskiego. W 1910 roku ulicę zamknięto bramą Bielańską, którą następnie zburzono kilka lat później.
Na początku XX wieku nazywano ją drogą do Bielan i ulicą Tadeusza Kościuszki, a w 1912 roku Rada Miasta Krakowa nadała ulicy obecną nazwę dla upamiętnienia Józefa Antoniego Poniatowskiego, polskiego generała, dowódcy armii koronnej Rzeczypospolitej i członka Rady Stanu.

## Przebieg
Ulica rozpoczyna swój bieg na skrzyżowaniu z ulicą Królowej Jadwigi i Tadeusza Kościuszki, gdzie staje się fizycznym przedłużeniem tej drugiej. Na początkowym odcinku, kilkadziesiąt metrów za skrzyżowaniem, arteria przebiega pod mostem Zwierzynieckim oraz przebiega przy ostrogu bramnym „Bielany”. Następnie biegnie dalej w kierunku zachodnim, gdzie przecina Bielańsko-Tyniecki Park Krajobrazowy oraz Przegorzały. Ulica kończy swój bieg na bezimiennym rondzie, stanowiącym granicę Krakowa. Ulica stanowi fragment drogi wojewódzkiej nr 780. W latach 2007–2009 od strony południowej wybudowano nowy odcinek ulicy Księcia Józefa (ok. 1,428 km) – obejście osiedla Przegorzały. Odsunięto w ten sposób ruch kołowy od zabudowań mieszkalnych, pozostawiając także starą drogę.

## Zabudowa ulicy
Południowa strona ulicy wzdłuż Wisły w większości jest niezabudowana (z wyjątkiem rejonu Bielan). Na wysokości ulicy Rybnej znajduje się schronisko dla bezdomnych zwierząt prowadzone przez Krakowskie Towarzystwo Opieki nad Zwierzętami.

Północną stronę zabudowy ulicy stanowi głównie budownictwo jednorodzinne z XIX i XX wieku. 

## Zabytki
Obiekty wpisane do rejestru zabytków nieruchomych województwa małopolskiego.
- Dawna karczma, ul. Księcia Józefa 199;
- zespół Wodociągów Miejskich ul. Księcia Józefa 299;
- fort 34, Bielany „Krępak”;
- ostróg bramy fortecznej.

Obiekty wpisane do gminnej ewidencji zabytków:
- Kamienica ul. Księcia Józefa 13 z 1914 roku;
- dwór „Pod Lipkami” ul. Księcia Józefa 55 z lat 1770–1870, własność Zofii z Czartoryskich Zamoyskiej, gdzie 8 maja 1813 nocował J. Poniatowski[9]. Na bramie pałacyku „Pod Lipkami” znajduje się tablica upamiętniająca pożegnanie wojsk księcia Józefa Poniatowskiego przed wyjściem na kampanię do Saksonii w 1813 roku. Od tego wydarzenia pochodzi nazwa ulicy. Autorem tablicy jest Włodzimierz Konieczny[10][11][2].
- wille i domy z ogrodami ul. Księcia Józefa 9, 25, 51, 55a, 57, 111, 255, 271;
- dom nr. 29 był domem, w którym mieszkał i tworzył Jacek Malczewski w latach 1899–1914. Na elewacji znajduje się tablica pamiątkowa poświęcona malarzowi[2];
- pozostałości folwarków ul. Księcia Józefa 59, 61, 293.

## Inne
- W domu pod numerem 13 mieszkał Tadeusz Sinko[12]. Jeszcze w 2001 roku na elewacji wisiała tablica pamiątkowa ufundowana przez uczniów profesora;
- obelisk z tablicą pamiątkową, obok budynku nr 43;
- w ciągu ulicy rosną trzy dęby szypułkowe oraz jedna Wierzba biała będące pomnikami przyrody[13];
- Kościół Matki Bożej Nieustającej Pomocy w Krakowie, ul. Księcia Józefa 176[14];
- na wysokości ulicy Astronautów znajduje się Samolot–pomnik Jak-23;
- na terenie zabytkowych Wodociągów Miejskich (obecnie Zakład Uzdatniania Wody „Bielany”) znajduje się pomnik z figurą Matki Bożej upamiętniający pracowników wodociągów, którzy zginęli w czasie II wojny światowej[15];
- od 2017 roku przy ul. Księcia Józefa 337 znajduje się Thesaurus Cracoviensis – Centrum Interpretacji Artefaktów, oddział Muzeum Historycznego Miasta Krakowa. W placówce tej będącej magazynem muzeum zostały udostępnione publiczności muzealia, które nie są wystawione w żadnym oddziale. Zwiedzający mogą się także zapoznać z pracą konserwatorów zabytków[16]. W budynku muzeum oprócz eksponatów znajduje się przeźroczysta urna z ziemią z cmentarza św. Jana w Lipsku, gdzie pochowano Księcia Józefa Poniatowskiego, przed sprowadzeniem jego zwłok do Polski[17];
- na elewacji budynku szkoły podstawowej nr 48, znajduje się tablica pamiątkowa poświęcona Szarym Szeregom.

## Galeria zdjęć

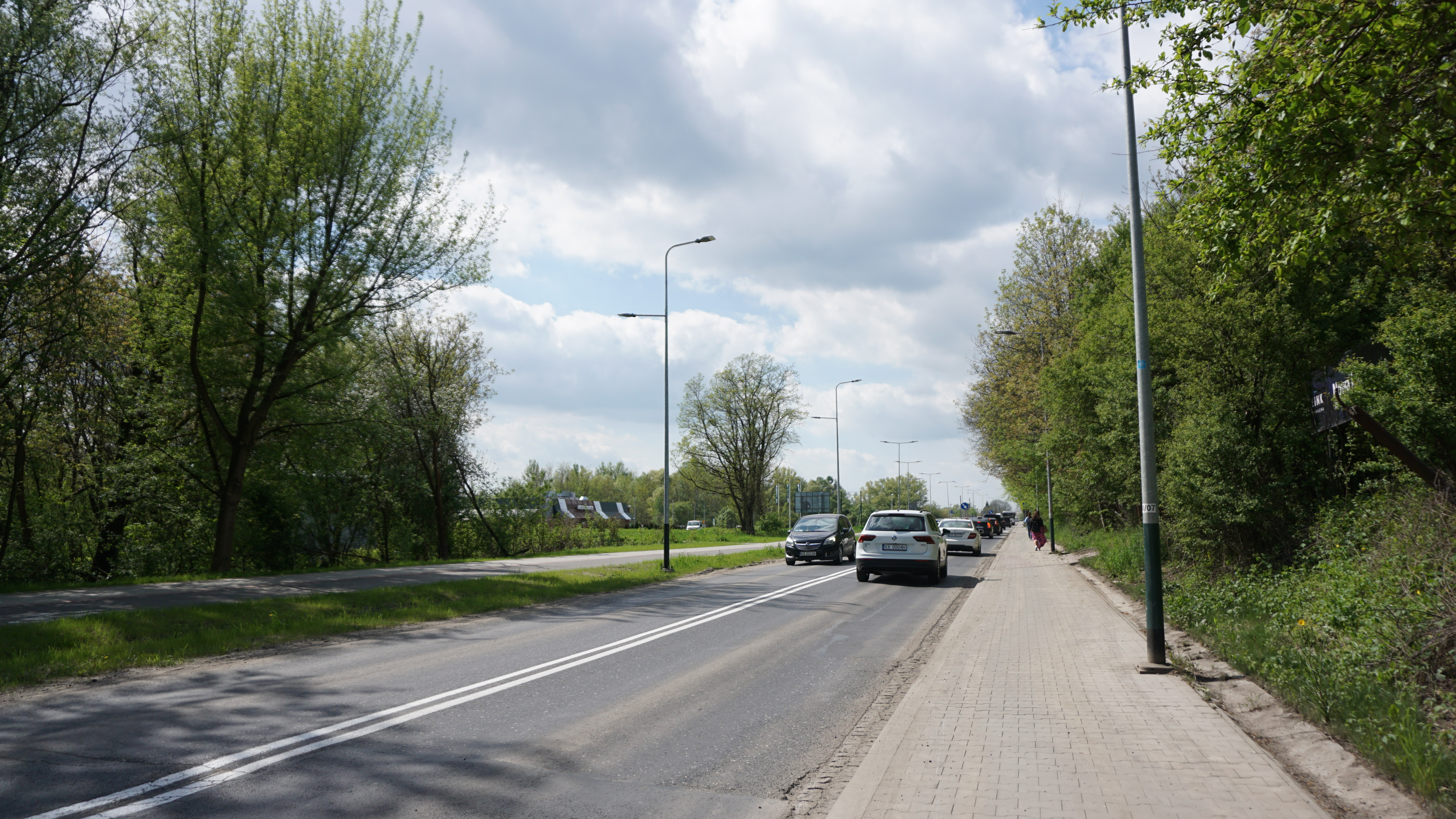
Widok na zachód (2024)
Dom w którym mieszkał Tadeusz Sinko
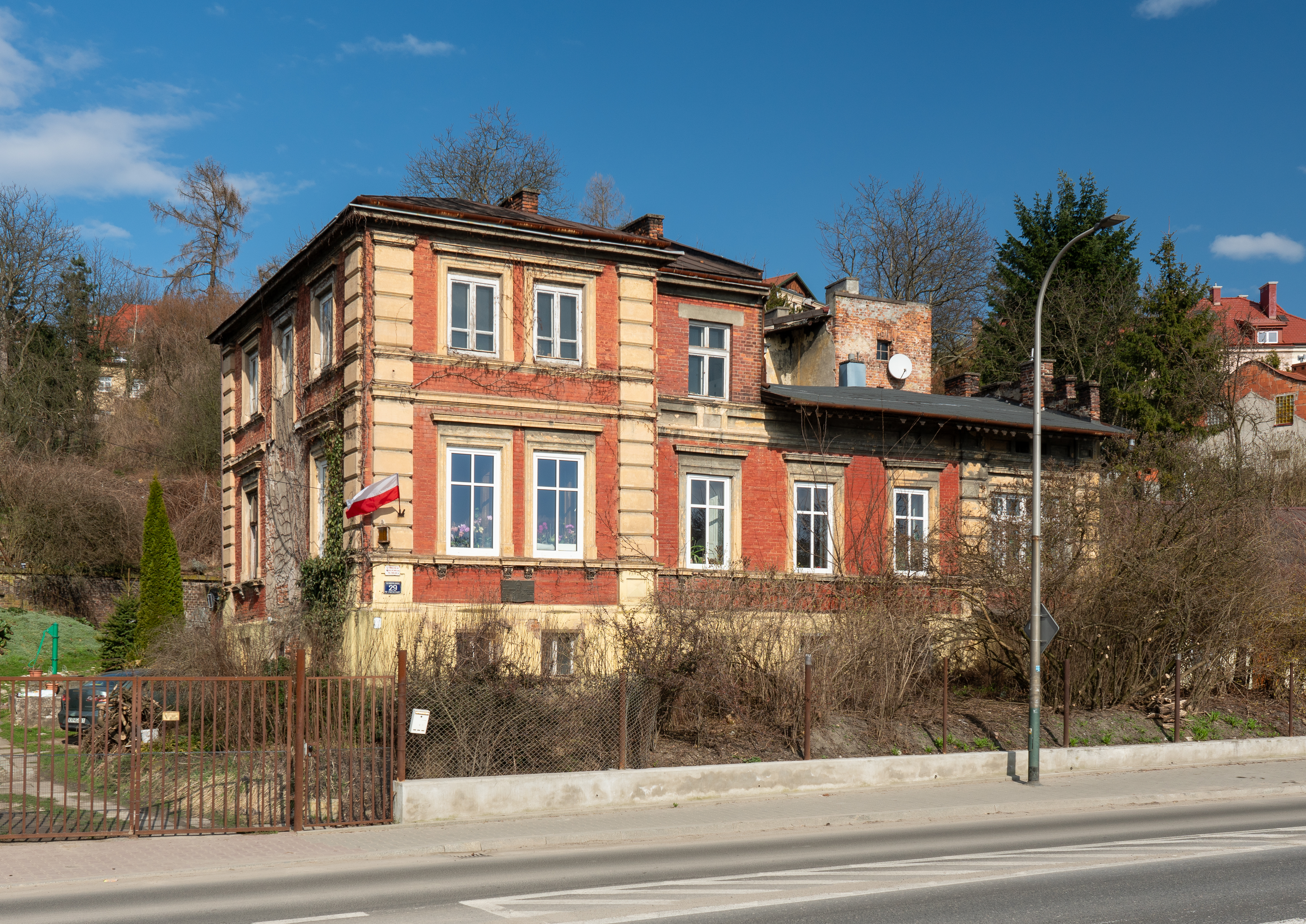
Dom w którym mieszkał Jacek Malczewski
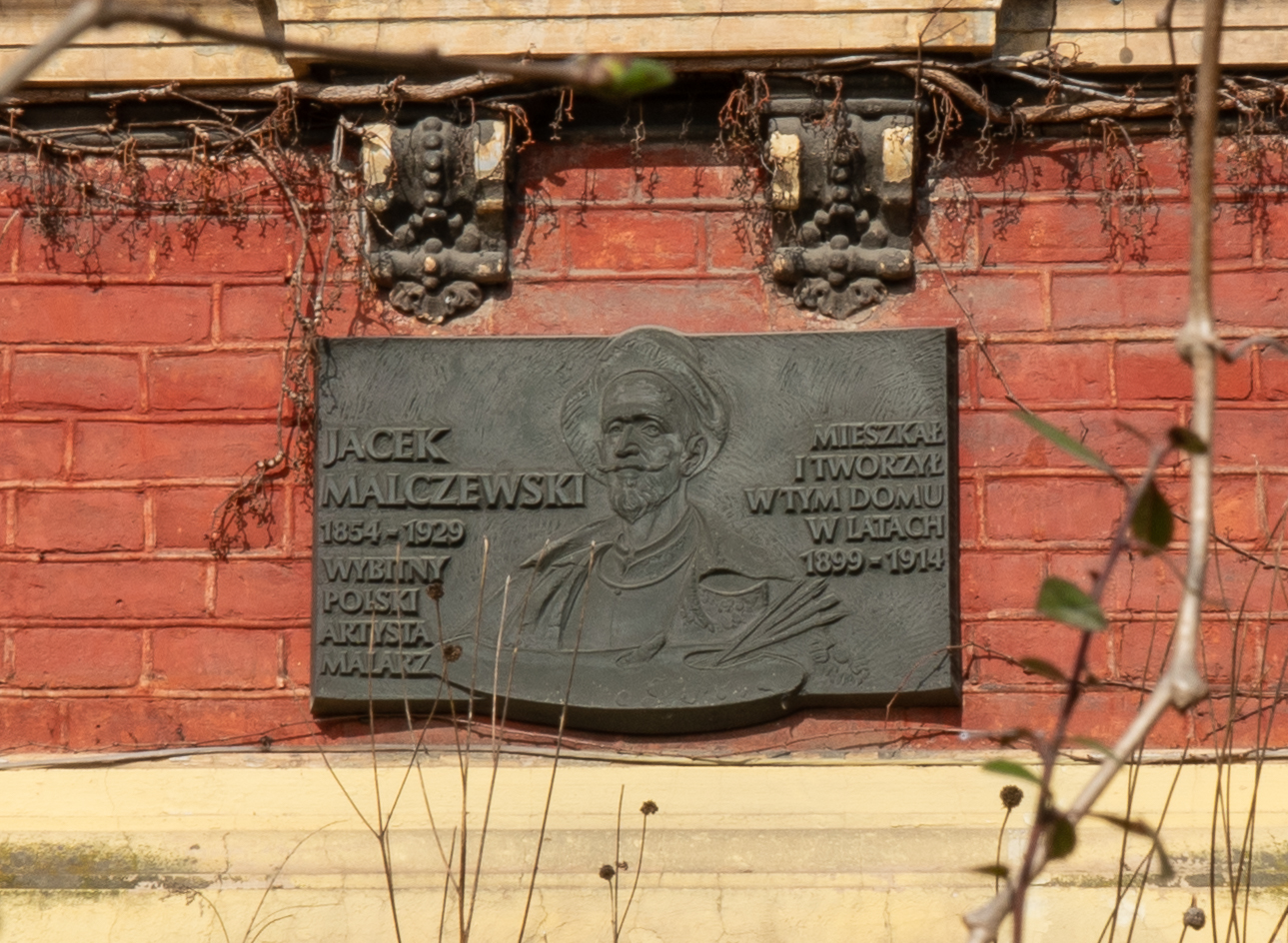
Tablica upamiętniająca Jacka Malczewskiego
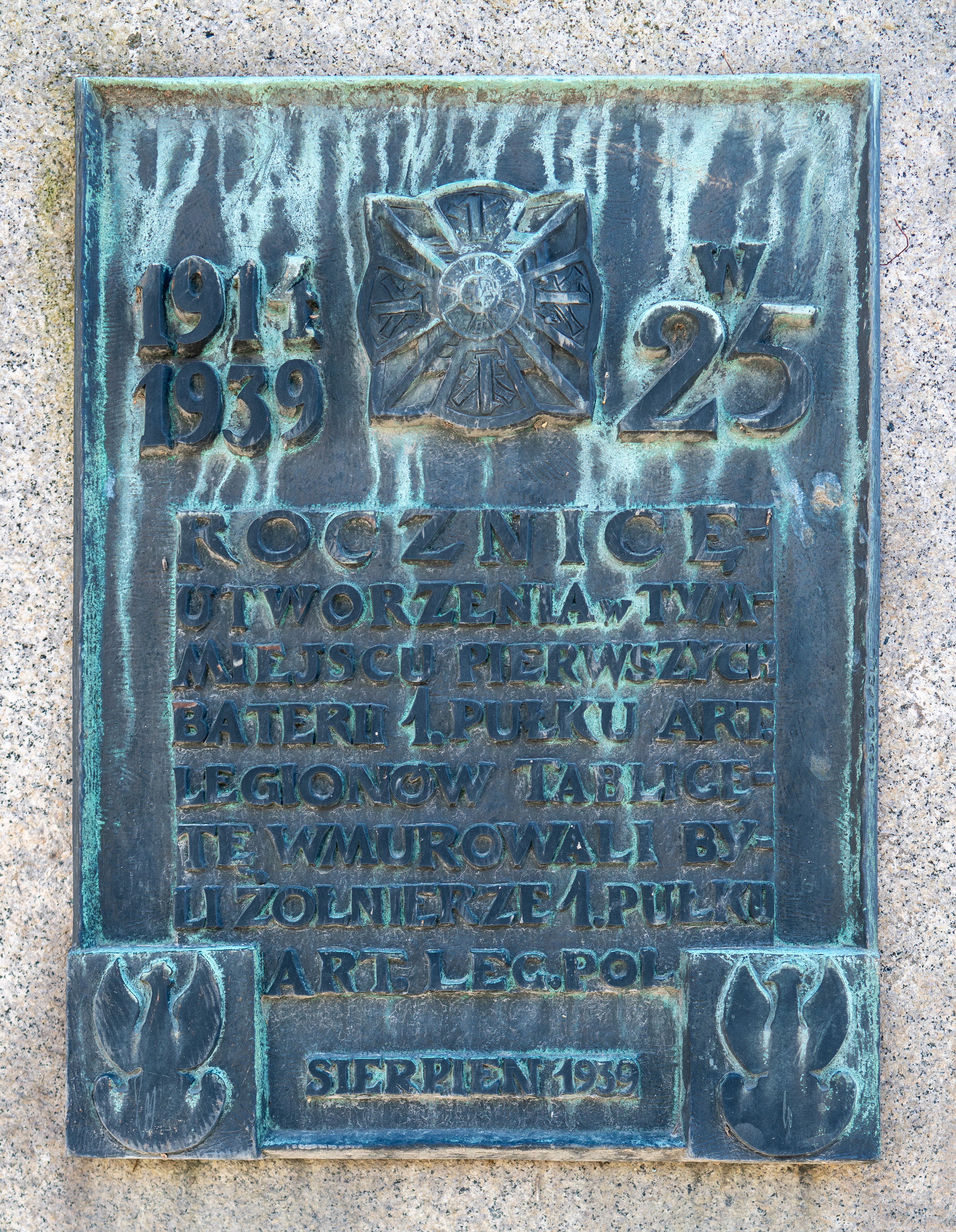
Tablica pamiątkowa
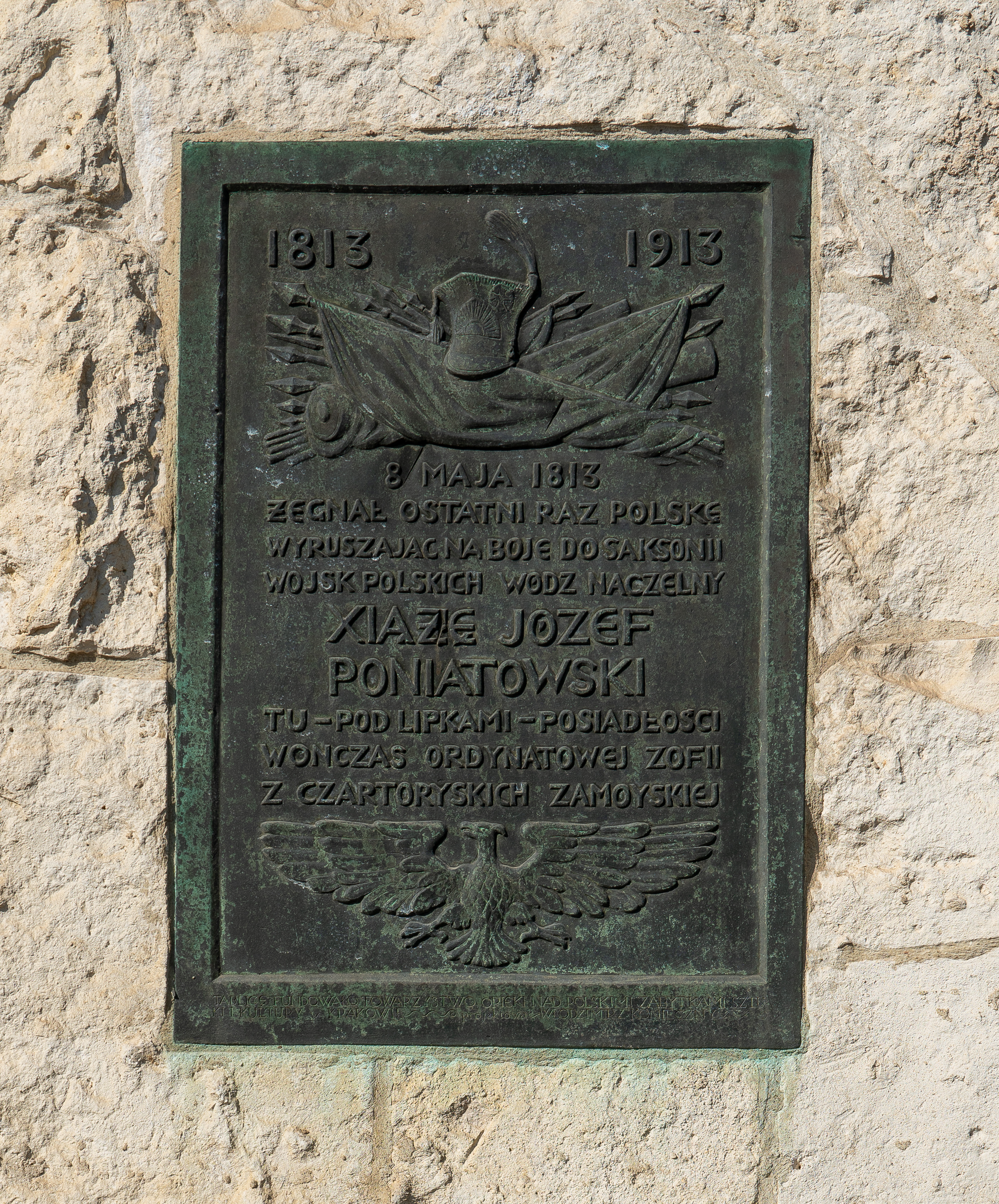
Tablica na ogrodzeniu dworu „Pod Lipkami”
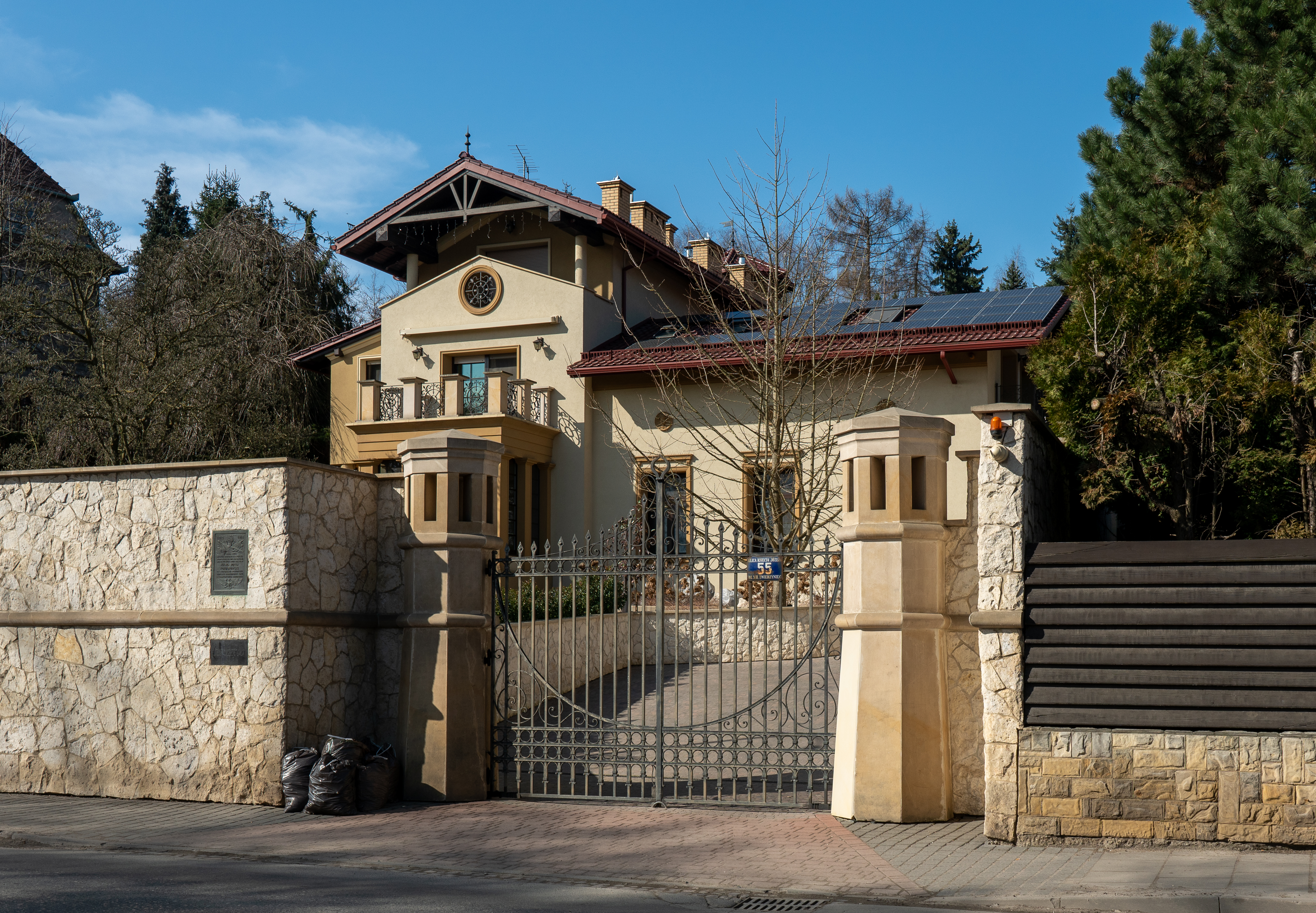
Dwór „Pod Lipkami”
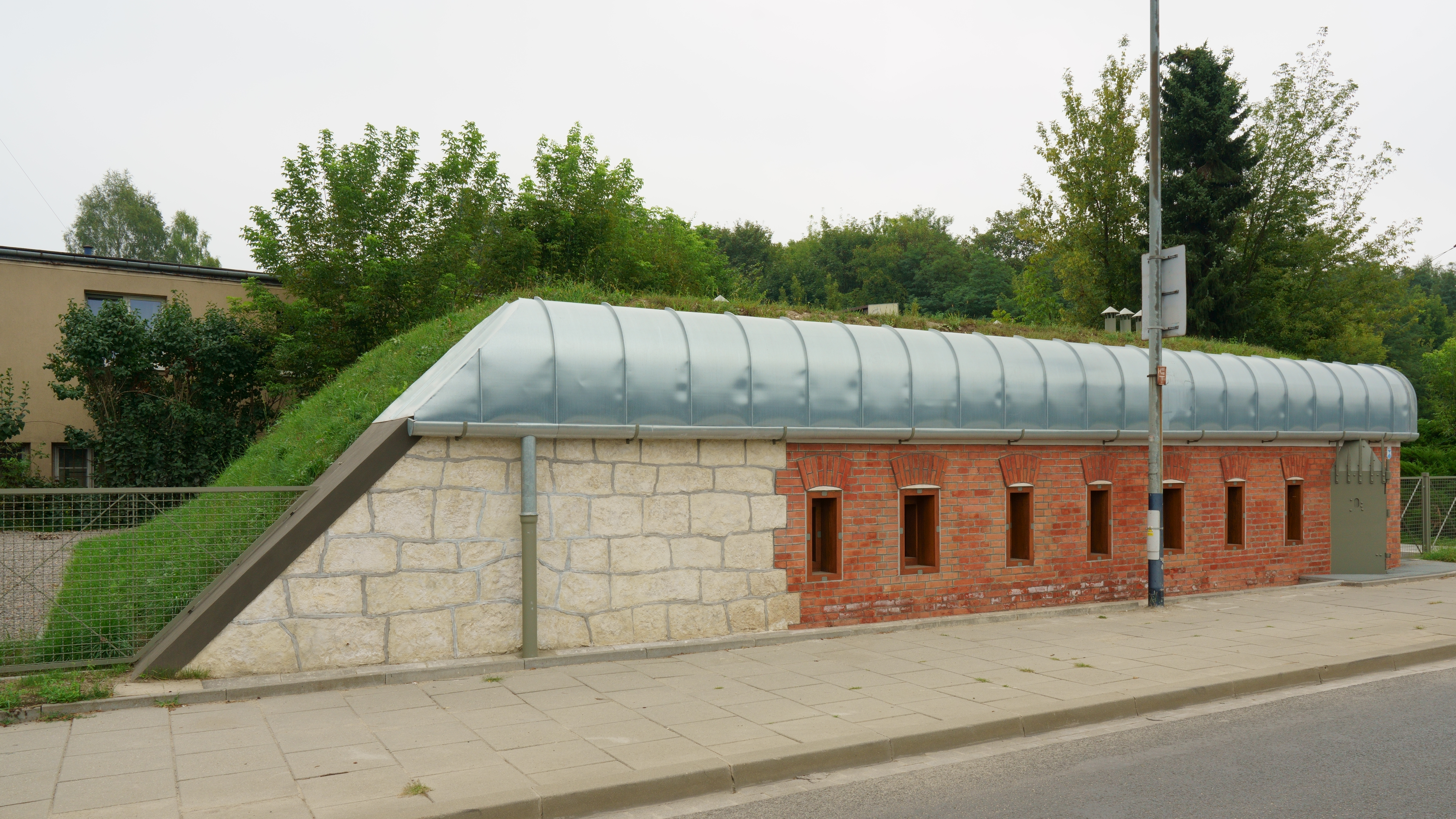
Ostróg bramy fortecznej
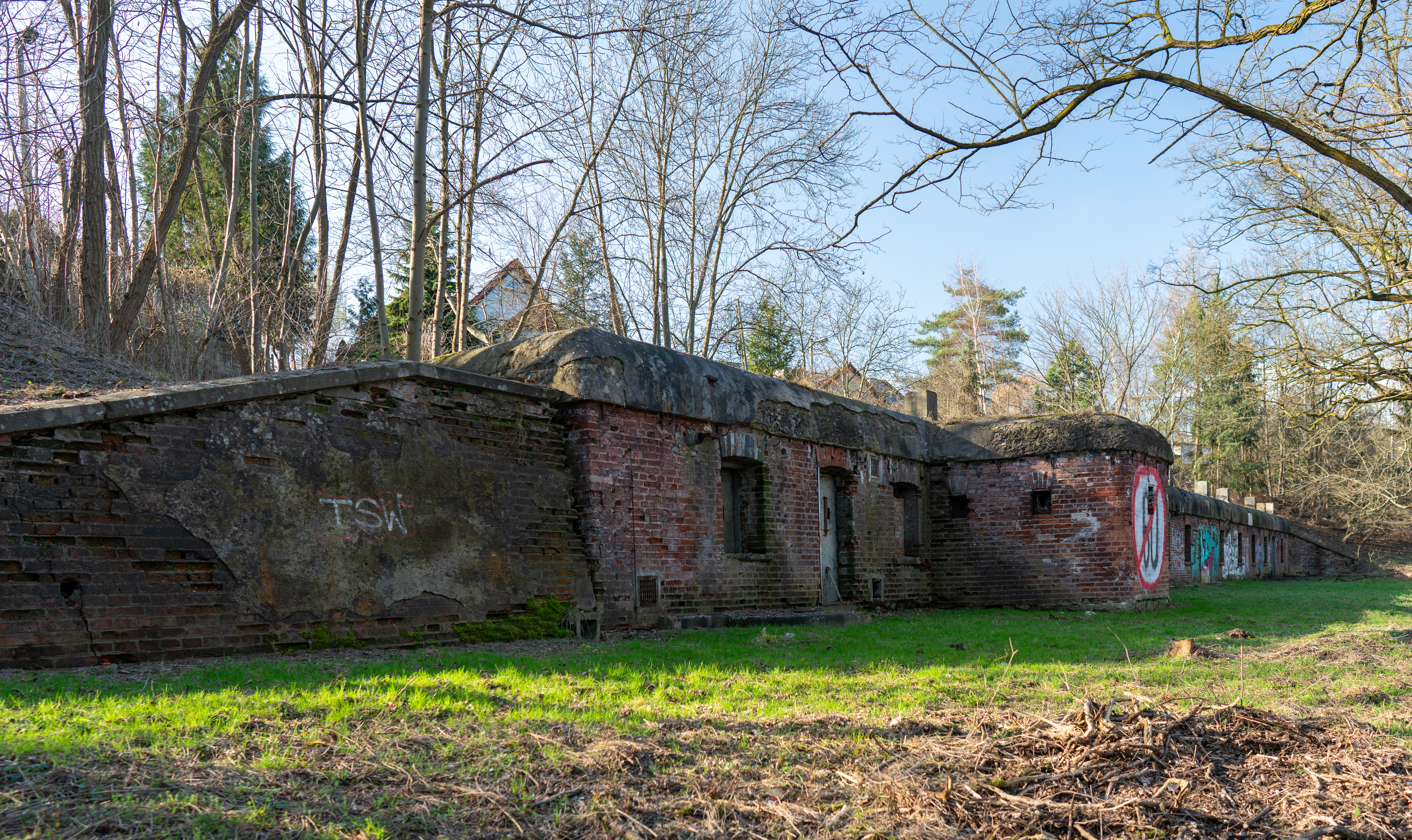
fort 34, Bielany „Krępak”
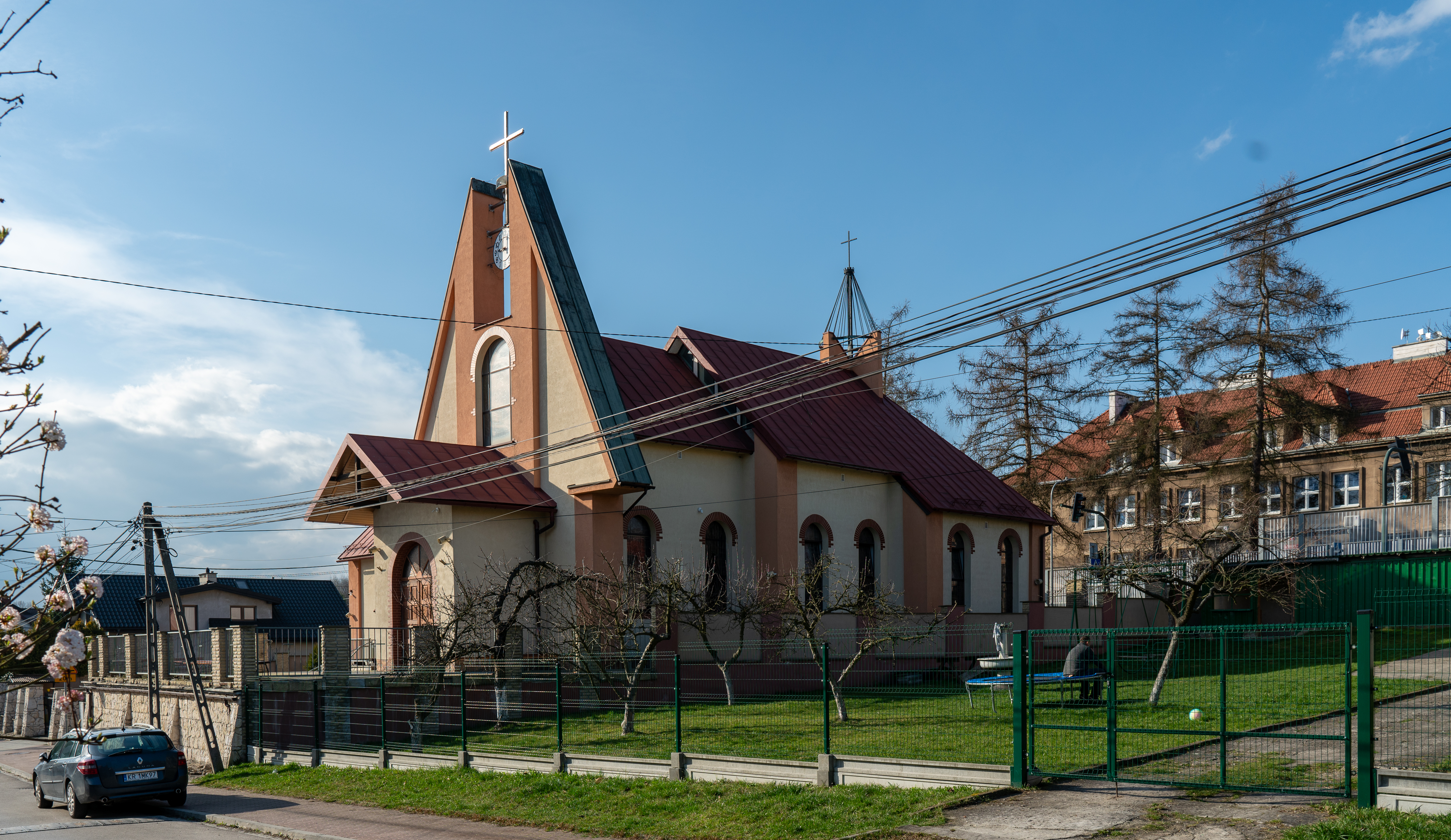
Kościół MBNP
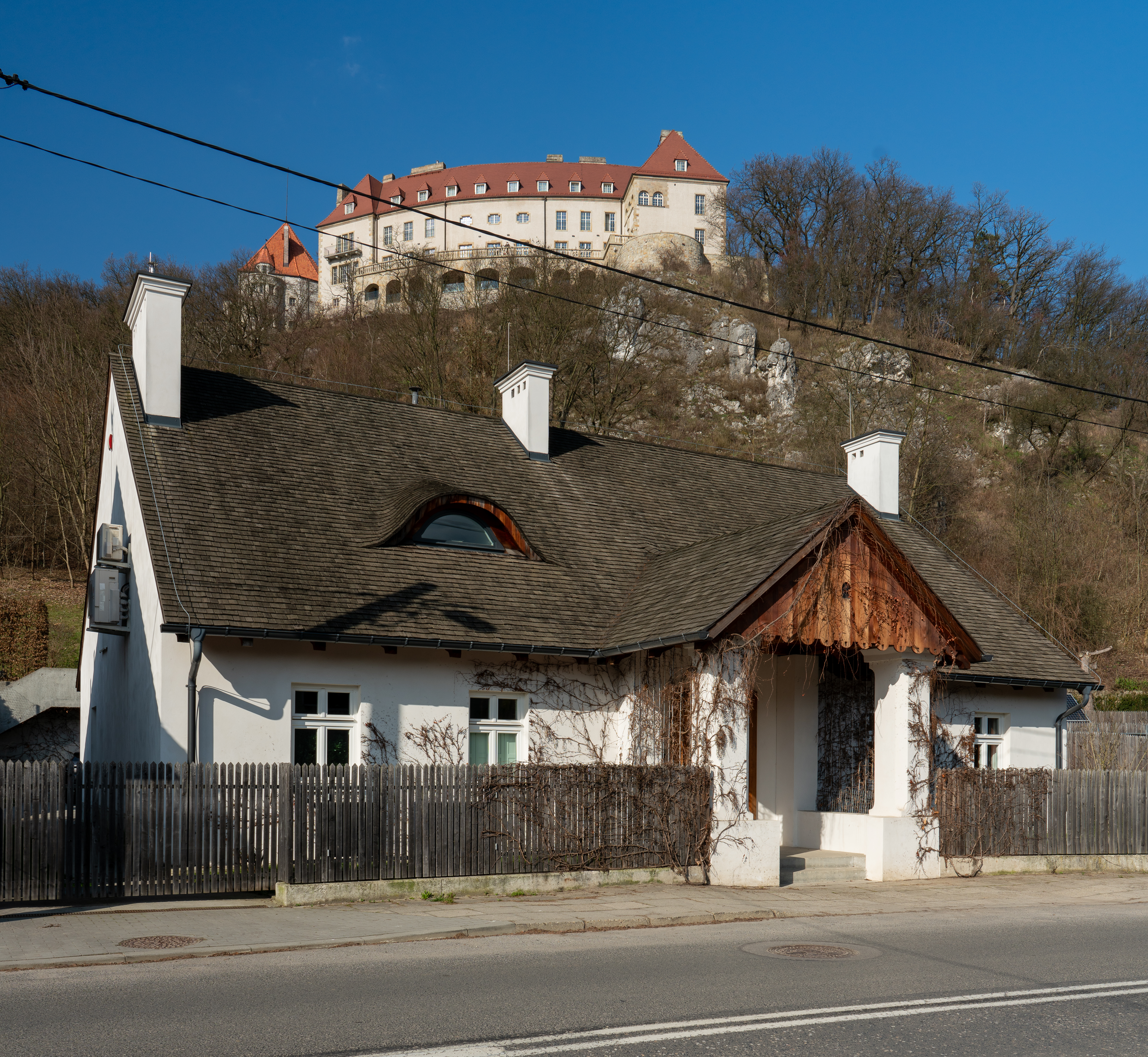
Dawna karczma
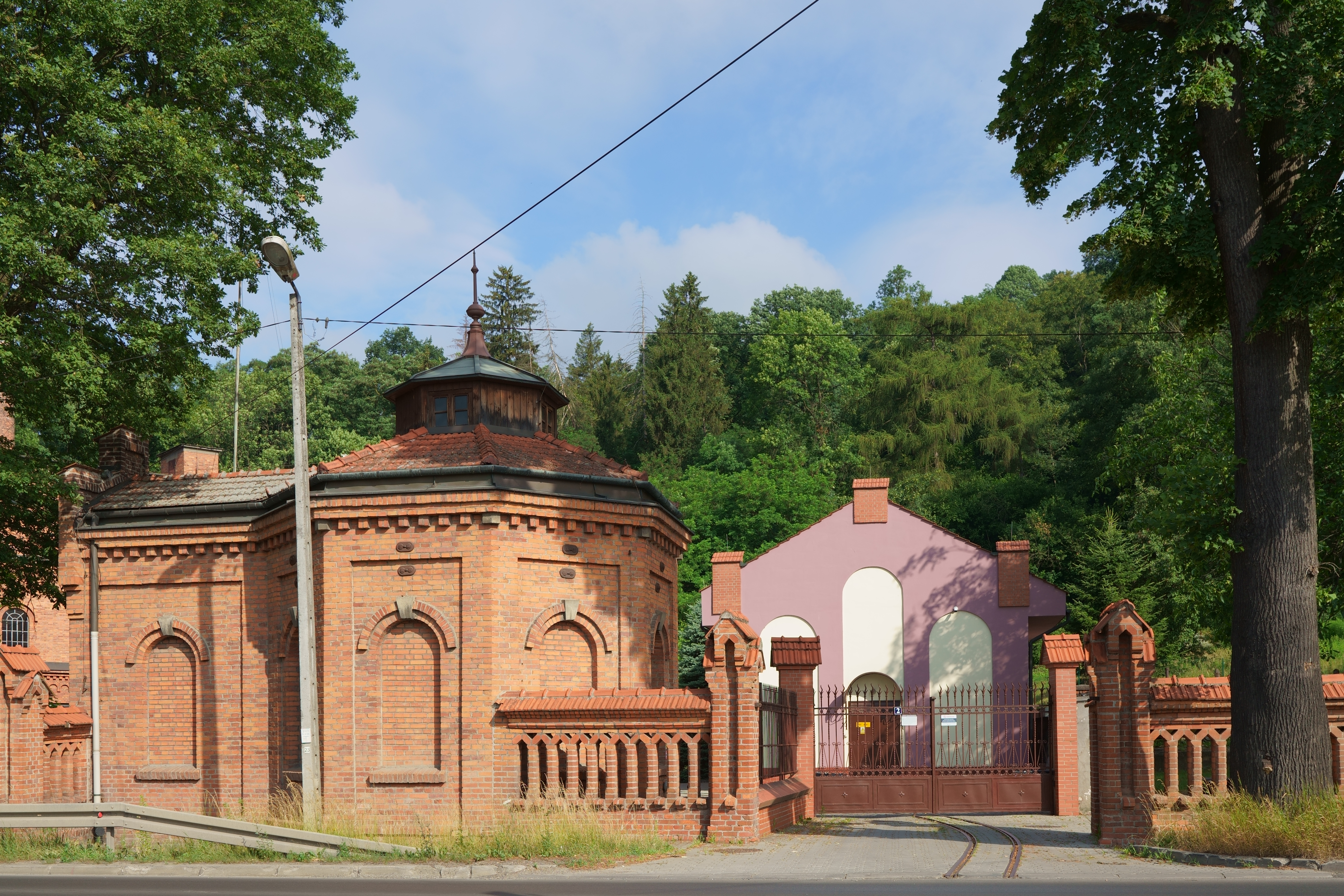
Zespół wodociągów miejskich (fragment)
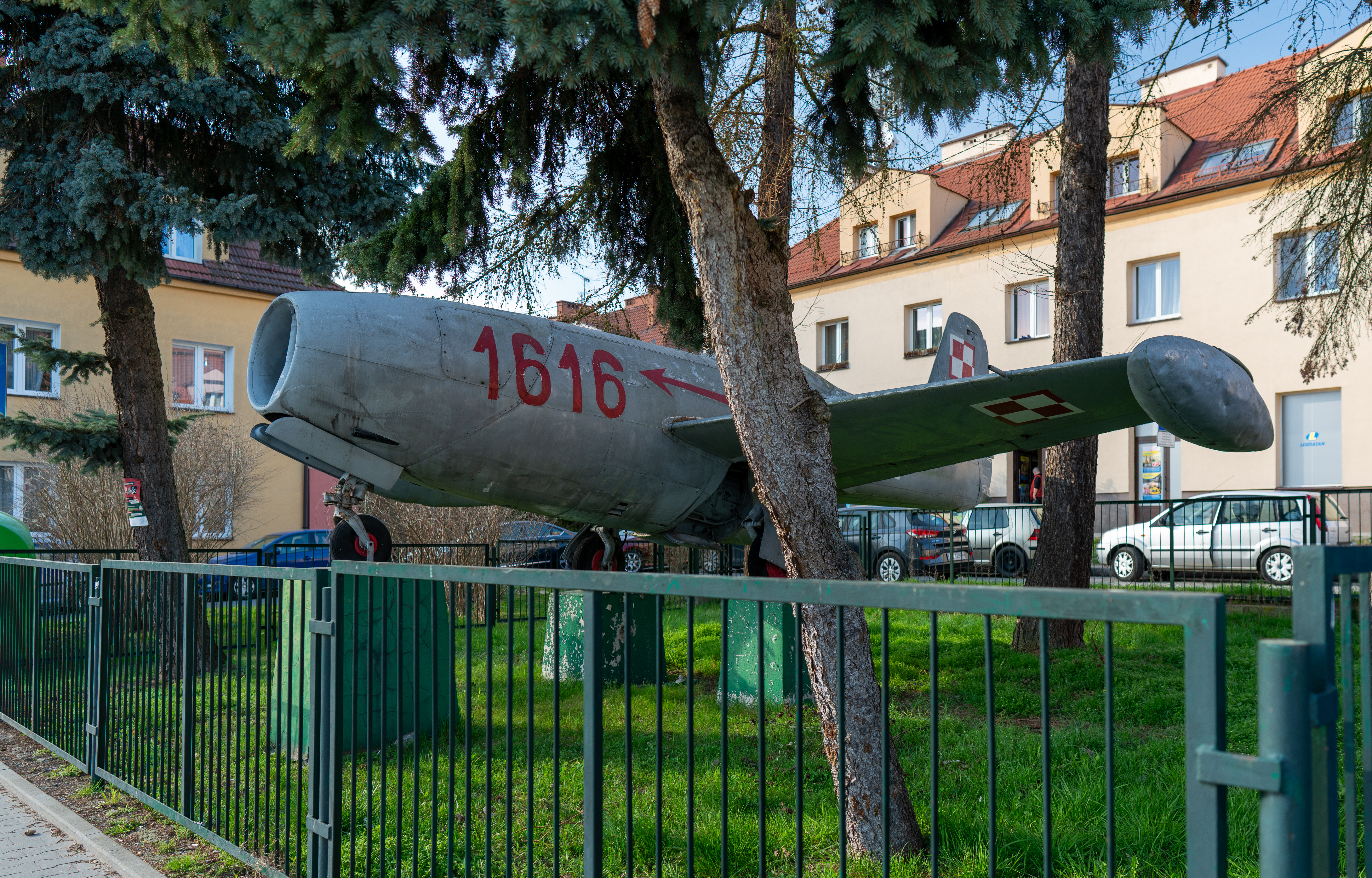
Pomnik samolotu Jak-23
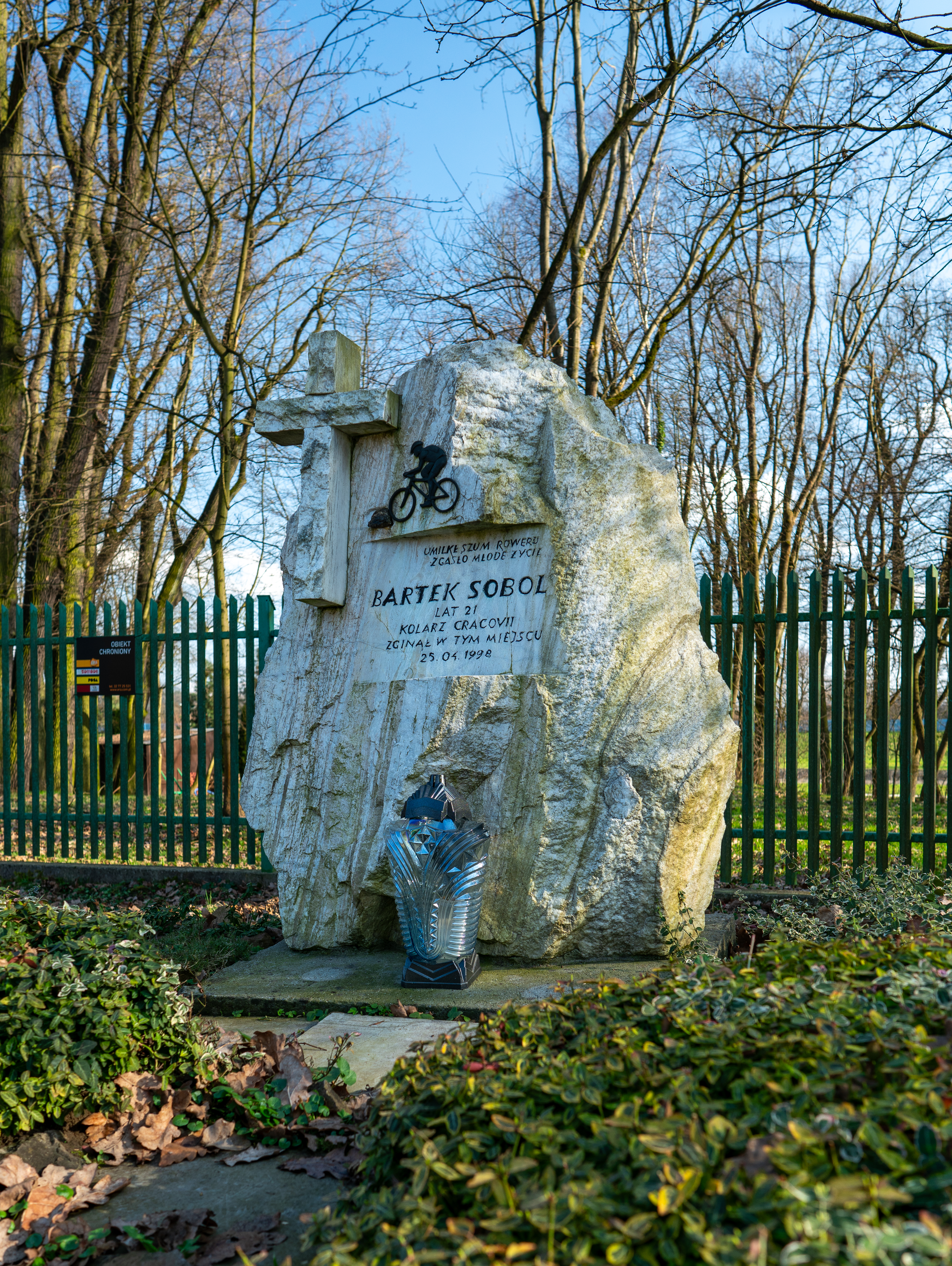
Pomnik sportowca, Bartka Sobola